# Lanzagranadas XM148
El XM148 era un lanzagranadas acoplado experimental de 40 mm, desarrollado por la Colt's Manufacturing Company como el CGL-4 (acrónimo en inglés de Colt Grenade Launcher). Colt fabricó el lanzagranadas para pruebas de campo durante la Guerra de Vietnam. Después de descubrirse problemas con el diseño experimental, el XM148 fue reemplazado por el modelo similar M203 de la AAI Corporation. Este modelo fue el principal lanzagranadas de las Fuerzas Armadas estadounidenses, y en la actualidad está siendo sustituido por el M320.  

## Descripción

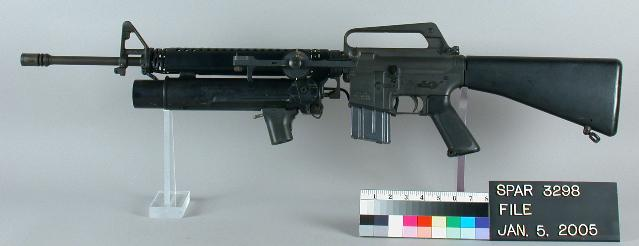
El XM148 instalado en un primigenio fusil Colt ArmaLite AR-15.

El XM148 fue creado por Karl R. Lewis, diseñador de armas de la Colt. El boletín "Colt's Ink" de mayo de 1967 anunció que él había ganado un concurso nacional por la selección y tratamiento de materiales empleados en el diseño. El boletín afirmaba en parte que "en apenas 47 días, él escribió las especificaciones, diseñó el lanzagranadas, dibujó todos los planos originales y construyó un modelo funcional".
El arma fue diseñada para instalarse debajo del cañón de los fusiles M16 y sus derivados, siendo destinado a reemplazar a la escopeta lanzagranadas M79 y solucionar el problema de los granaderos al tener que emplear pistolas como armas auxiliares.
En julio de 1966, el gobierno estadounidense firmó un contrato con la Colt para proveerle aproximadamente 20.000 XM148, con el lanzagranadas llegando a Vietnam del Sur en diciembre de 1966. El arma fue retirada de servicio en el otoño de 1967.
Originalmente fabricado para emplearse con el fusil M16, el XM148 fue empleado por las Fuerzas Especiales estadounidenses con el XM177E2 y por el Regimiento de Servicio Aéreo Especial australiano con el L1A1. El lanzagranadas también fue adoptado por las Fuerzas de Seguridad de la Fuerza Aérea de los Estados Unidos en 1968.

## Problemas
El cañón del lanzagranadas se deslizaba hacia adelante para introducir una granada de 40 mm en la recámara. Tenía una primitiva versión del alza tipo cuadrante que posteriormente se empleó en el M203. Se distinguía de éste al tener una manija de amartillado externa y un gatillo alargado que permitía dispararlo sin retirar la mano del pistolete del fusil. El propio gatillo alargado también fue una causa de los problemas del arma, ya que provocaba disparos accidentales si se enredaba en ramas, equipos o cualquier objeto capaz de ejercer una presión de 2,72 kg a 4,98 kg.
Otro problema del lanzagranadas fue ser demasiado complejo en comparación con el M203. Era difícil de desarmar y tenía muchas piezas pequeñas que se podían perder fácilmente cuando era limpiado en campaña. Mientras que el M203 se desarmaba en cajón de mecanismos, cañón, guardamanos y alza tipo cuadrante (el alza era la pieza más pequeña), el XM148 se desarmaba en cañón, pistolete, cajón de mecanismos, guardamanos, alza tipo cuadrante y varios pasadores con sus respectivos retenes. Estos problemas hicieron que el Ejército estadounidense adopte el M203 en lugar del XM148, aunque la Fuerza Aérea mantuvo en servicio varios XM148. De hecho, las Fuerzas de Seguridad de la Fuerza Aérea todavía eran entrenadas para usar el XM148 en lugar del M203 en una fecha tan tardía como 1989. Algunas unidades de policía militar los mantuvieron en sus arsenales hasta la década de 1990.